# Поцелуями сотри кровь с моих рук
«Поцелуями сотри кровь с моих рук» (англ. Kiss the Blood Off My Hands) — фильм нуар режиссёра Нормана Фостера, вышедший на экраны в 1948 году.
Фильм поставлен по одноимённому роману 1946 года британского писателя Джеральда Батлера, по другой его книге был поставлен известный фильм нуар «На опасной земле» (1951).
Фильм был первой работой независимой продюсерской компании «Норма продакшнс», созданной Бертом Ланкастером и продюсером Гарольдом Хехтом и названной в честь жены Ланкастера.
Наряду с фильмами «Министерство страха» (1944), «Подозреваемый» (1944), «Площадь похмелья» (1945), «Мускусная роза» (1947) и «Ночь и город» (1950), эта картина относится к относительно небольшому числу «лондонских нуаров», действие которых происходит в Лондоне.

## Сюжет
Действие происходит в Лондоне вскоре после окончания Второй мировой войны. Крепкий и здоровый парень Билл Сондерс (Берт Ланкастер) родился в Канаде, вырос в Детройте и, чтобы порвать со своим трудным детством, пошёл служить во флот. Во время войны он провёл два года в немецком плену, после чего стал страдать взрывными вспышками агрессии. Не в состоянии больше терпеть муки войны, в Лондоне он дезертировал с корабля.
Однажды в пабе хозяин просит Билла покинуть заведение в связи с его закрытием. Это приводит Билла в состояние ярости, он сильно бьёт хозяина паба, в результате чего тот падает и, судя по крикам, умирает. Не дожидаясь развязки, Билл стремительно убегает по тёмным кривым улочкам, пытаясь уйти от преследования полиции. В конце концов, Билл забирается в открытое окно одной из квартир на втором этаже небогатого пансиона, где живёт милая и добрая медицинская сестра Джейн Уортон (Джоан Фонтейн). Джейн обещает, что не будет сообщать в полицию о незаконном проникновении Билла, если он позволит утром уйти ей на работу, а в её отсутствие в течение дня покинет квартиру.
Билл весь следующий день скрывается в её квартире, а вечером выходит на улицу и отнимает кошелёк у состоятельного прохожего. На добытые средства он покупает себе новую одежду и, не в силах забыть о Джейн, поджидает её у ворот клиники. Поначалу она не желает продолжать с ним общение, тем не менее, Билл проявляет настойчивость. Он следует за ней в зоопарк, где они увлекаются наблюдением за животными, успокаиваются и даже смеются. Однако при виде разъярённых хищников в клетках у Билла чуть было не случается очередной приступ. Джейн уводит его из зоопарка, а он, придя в себя, приглашает её на скачки в ближайшую субботу.
Делая ставки на скачках, Билл сталкивается с Гарри Картером (Роберт Ньютон), подпольным дельцом, который был свидетелем того, как Билл ударил хозяина паба. С помощью шантажа Гарри пытается втянуть Билла в свой грязный бизнес, однако Билл отказывается с ним разговаривать.
В поезде по дороге в Лондон Билл пытается обыграть в карты соседа по купе, и приходит в ярость, когда тот отказывается продолжать игру. Билл набрасывается на пассажира и жестоко избивает его. Начинается суматоха, поезд останавливается, Билл и Джейн спрыгивают с поезда и убегают. Возмущенная Джейн говорит, что не хочет иметь с ним ничего общего, и уходит. После этого Билл бьёт остановившего его полицейского и пытается скрыться. Его ловят, арестовывают, и суд приговаривает его к шести месяцам тяжёлых тюремных работ и восемнадцати ударам плетью.
Сразу после выхода из тюрьмы Билл снова сталкивается с Гарри, который предлагает ему принять участие в большом ограблении, но Билл не даёт однозначного ответа. Затем он направляется к Джейн, которая, как видно, уже полюбила его и безуспешно пыталась навестить его в тюрьме. Она говорит, что может устроить его в клинику водителем грузовика, развозящего лекарства, на что Билл с радостью соглашается. Билл честно работает, и вскоре у него с Джейн начинается роман.
Однако Гарри выслеживает Билла и требует, чтобы тот помог ему украсть из клиники пенициллин, чтобы продать его на чёрном рынке. Билл соглашается при условии, что это будет единственным незаконным делом, в котором он будет участвовать. В ночь ограбления, Джейн неожиданно выражает желание поехать на машине вместе с Биллом, так как у неё появилась ночная работа в той клинике, куда едет и он. По дороге Билл останавливает машину в условленном месте и идёт на встречу с Гарри, чтобы отменить ограбление, но тот отказывается, говоря, что его покупатель отплывает этой ночью, и товар ему нужен сегодня. Билл кулаками даёт отпор Гарри и двум его сообщникам, после чего возвращается в машину к Джейн и уезжает.
Следующим вечером Гарри направляется к Джейн, чтобы показать ей, что Билл находится у него на крючке. В подтверждение своих слов Гарри пытается показать свою власть над Джейн. Когда он угрожающе хватает её за плечи, она бьёт его в бок ножницами, после чего убегает к Биллу. Выслушав её историю, Билл приезжает на квартиру Джейн, где видит, что Гарри жив. Он поднимает Гарри и отвозит того домой, где тот вскоре умирает.
Билл решает, что в сложившихся обстоятельствах лучшим выходом для него и Джейн будет бегство на корабле, на котором Гарри собирался переправить контрабанду, и едет к капитану. Но тот соглашается перевезти его и Джейн только в обмен на партию пенициллина. Билл возвращается к Джейн и говорит ей, что Гарри в её квартире не было, значит, он жив, и убеждает её бежать вместе с ним в Лиссабон, а оттуда — в Америку. Она говорит, что готова пойти с ним куда угодно. Пока они едут в грузовике в порт, Джейн обнаруживает в кармане пальто Билла окровавленные ножницы, после чего решает, что наилучшим выходом будет пойти в полицию и обо всём рассказать. Билл пытается переубедить её, но, в конце концов, соглашается. Они выходят из машины и направляются вместе в полицию.

## В ролях
- Джоан Фонтейн — Джейн Уортон
- Берт Ланкастер — Билл Сондерс
- Роберт Ньютон — Гарри Картер
- Гарри Кординг — полицейский (в титрах не указан)

## Режиссёр и исполнители главных ролей
Как режиссёр Норман Фостер более всего известен постановкой детективов о японском агенте Мистере Мото и детективе из Гонолулу Чарли Чене, а также фильмами нуар, такими как «Путешествие в страх» (1943) и «Женщина в бегах» (1950).
Пять из семи своих первых крупных ролей в кино Берт Ланкастер сыграл в фильмах нуар. До этого фильма он успешно сыграл в фильмах «Убийцы» (1946), «Грубая сила» (1947), «Я всегда одинок» (1948) и «Извините, ошиблись номером» (1948). Джоан Фонтейн была известна исполнением главных ролей в фильмах Хичкока «Ребекка» (1940, номинация на Оскар) и «Подозрение» (1941, Оскар), а также по мелодраме «Письмо незнакомки» (1948). Роберт Ньютон известен ролями в нуаровых триллерах «Выбывший из игры» (1947) и «Наваждение» (1949), а также ролями (часто пиратов) в детских и приключенческих картинах.

## Оценка фильма критикой
После премьеры фильма журнал Variety написал: «Фильм „Поцелуями сотри кровь с моих рук“ по роману Джеральда Батлера о жестокости и падении морали после войны — это напряжённая и мрачная мелодрама… Хотя фильм и основан на предсказуемом сюжете, он поднимается над другими заурядными работами благодаря выдающейся режиссуре Нормана Фостера, первоклассному трагизму и точно выстроенной обстановке. Ланкастер даёт убедительный и сочувственный портрет крутого парня, который не может преодолеть последствия своих ошибок. Фонтейн исполняет свою ответственную роль с чувственностью и искренностью. В качестве бандита Ньютон должным образом скользок и омерзителен».
Газета «Нью-Йорк таймс» в 1948 году написала о фильме: «Несмотря на своё страшное название, „Поцелуями сотри кровь с моих рук“ — это не зловещая криминальная картина. Скорее это серьёзная и грустная драма о паре, родившейся под несчастливой звездой, в их горестной борьбе за счастье. Это традиционная драма, но на удивление интересная, которая последовательно нагнетает напряжённость вплоть до кульминации в третьем акте… Норман Фостер поставил фильм с глубоким пониманием эмоционального содержания истории, а сцены насилия смотрятся с поразительной остротой. Долгая погоня в самом начале фильма, где Ланкастер отчаянно несётся по извилистым улочками и переулкам лондонского порта, перепрыгивая через заборы и взбираясь на крыши, задаёт напряжённое возбуждение. Игра мистера Ланкастера хороша, но ему неплохо бы сбросить немного зажатости и добавить гибкости. Роберт Ньютон в роли интригана и шантажиста привлекает внимание свой яркой игрой, создавая эффективный образ».
Кинокритик Деннис Шварц в 2004 году написал о фильме: «Норман Фостер ставит романтическую криминальную мелодраму с выдающимся названием, до уровня которого явно не дотягивает. Это равнодушный фильм нуар, действие которого происходит в каменных развалинах Лондона после Второй мировой войны, рассказывающий о мучениях двух противоположностей, которые влюбляются друг в друга… Действие снятого оператором Расселлом Метти фильма почти полностью происходит на мрачных задворках Лондона, где попавший в беду Ланкастер бродит кругами, как пантера в клетке, пытаясь найти убежище от своей несчастной жизни в любви, которую он испытывает в хорошей девушке Фонтейн. Она, чутко чувствующая чужую беду современная девушка, влюбилась в него, несмотря на подозрения относительно его буйной натуры. В этой мелодраме о мазохистских отношениях на тему „любовь слепа“, так много противоречий в изложении истории, что повествование разваливается от неправдоподобия. В конце концов, влюблённые безответственно разбираются с вопросами морали и правды. Любовная мыльная опера, которая кажется столь же лживой, как и сцены в лондонских доках».